# Trombudo Central
Trombudo Central est une ville brésilienne de l'État de Santa Catarina.

## Généralités
Selon le site officiel de la ville, l'origine du nom de « Trombudo Central » vient du confluent de rivières, sur le territoire de la municipalité, qui prend la forme d'une trompe (tromba en portugais).

## Géographie
Trombudo Central se situe par une latitude de 27° 17′ 57″ sud et par une longitude de 49° 47′ 25″ ouest, à une altitude de 350 mètres.
Sa population était de 6 554 habitants au recensement de 2010. La municipalité s'étend sur 103 km2.
Elle fait partie de la microrégion de Rio do Sul, dans la mésorégion de la Vallée du rio Itajaí.

## Administration

### Liste des maires
Depuis son émancipation de la municipalité de Rio do Sul en 1958, Trombudo Central a successivement été dirigée par :
- Próspero Raizer - 1958 à 1959
- Heinz Schroeder - 1959 à 1964
- Leandro Lenzi - 1964 à 1969
- Heinz Schroeder - 1969 à 1973
- Pedro Ferreira - 1973 à 1977
- Eginolf Bell - 1977 à 1983
- Arnoldo Rinnert - 1983 à 1988
- Gideon Blaese - 1989 à 1992
- Gervásio Ramos - 1993 à 1996
- Mário M. Wloch - 1997 à 2000
- Érico Barchfeld - 2001 à 2004
- Fernando Luiz Hoffmann - 2005 à 2008
- Silvio Venturi - 2009 à aujourd'hui

### Divisions administratives
La municipalité est constituée d'un seul district, siège du pouvoir municipal.

## Villes voisines
Trombudo Central est voisine des municipalités (municípios) suivantes :
- Rio do Oeste
- Laurentino
- Agronômica
- Agrolândia
- Braço do Trombudo
- Pouso Redondo